# Claudia Gray
Claudia Gray (nacida como Amy Vincent, Nueva York, 12 de junio de 1970) es una escritora estadounidense conocida por escribir la saga Medianoche (Medianoche, Adicción, Despedida, Renacer y Balthazar).

## Biografía
Nació y vive en Estados Unidos. Eligió como seudónimo Claudia Gray porque mientras pensaba en uno, tenía en su DVD Claudius. En un primer momento su seudónimo iba a ser Claudia Lake, pero descubrió que ésta era una presidente de un club de fanes de Lestat el vampiro, por lo que decidió ponerse como apellido Gray.
Hasta el momento ha trabajado (entre otros) como disc jockey, abogada, periodista y camarera. Le gusta viajar, ir de excursión, leer, escuchar música y, sobre todo, le encanta escribir.

### Trayectoria como escritora
Es la autora de la saga Medianoche, de la que ya se han publicado todas sus novelas de esta saga: Medianoche , Adicción , Despedida, Renacer y Baltazhar.
Además, ha participado en otros libros como Inmortal (en la historia Free: A story of Evernight) y Vacations from Hell.

## Publicaciones
Fechas de publicación originales.

### Saga Medianoche
1. Medianoche (27 de mayo de 2008)
2. Adicción (24 de marzo de 2009)
3. Despedida (9 de marzo de 2010)
4. Renacer (1 de abril de 2011)
5. Balthazar (marzo de 2012)

### Otros libros
- Inmortal (agosto de 2008)
- Vacations from hell (mayo de 2009)
- Aguas oscuras (novela) (26 de enero de 2012)
- Mil lugares donde encontrarte (novela) (julio de 2015)
- Star Wars: Estrellas Perdidas (publicado el 4 de septiembre de 2015)
- Star Wars: En la oscuridad (publicado en abril de 2021)